# Barry Trost
Barry M. Trost (Filadèlfia, Pennsilvània, 13 de juny de 1941) és un químic estatunidenc, professor Tamaki d'Humanitats i Ciències a la Universitat Stanford.
Estudià a la Universitat de Pennsilvània, d'on obtingué el B.A. el 1962. Desenvolupà la recerca de la tesi doctoral en L'estructura i reactivitat dels anions enolat a l'Institut de Tecnologia de Massachusetts. Fou professor de la Universitat de Wisconsin–Madison del 1965 al 1987, quan es traslladà a la Universitat Stanford.
Donà el seu nom a la reacció de Tsuji-Trost i al lligand de Trost. És conegut per haver promogut el concepte d'economia atòmica.